# Zdziesławice (Basse-Silésie)
Pour les articles homonymes, voir Zdziesławice.
Zdziesławice est une localité polonaise de la gmina de Jemielno, située dans le powiat de Góra en voïvodie de Basse-Silésie.